# Rössypottu

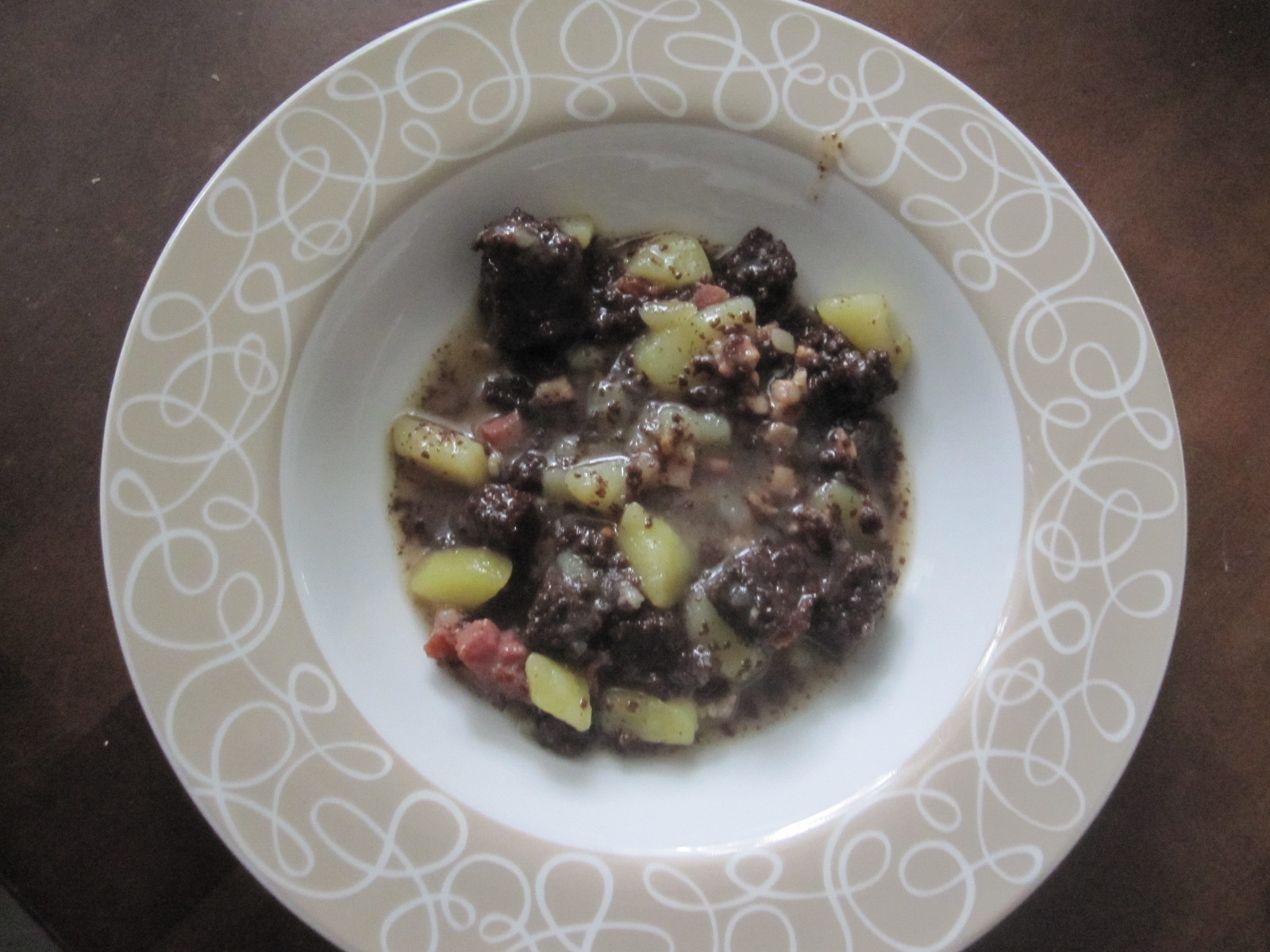
Rössypottu.

Rössypottu é uma sopa tradicional da culinária da Finlândia, mais concretamente da cidade de Oulu, no norte do país.
É preparada com batata, cenoura, cebola, água, sal, pimenta e uma espécie de sarrabulho chamado rössy, preparado com farinha de centeio e sangue. O caldo pode também incluir pescoço de porco, toucinho fumado e alho-porro.
Para homenagear e defender esta sopa tradicional, foi criada uma associação. Entre os seus membros conta-se Martti Ahtisaari, galardoado com o prémio Nobel.
Por ser uma sopa preparada com sangue, não é uma iguaria consensual, havendo opiniões muito contrárias, entre os que muito a apreciam e os que recordam com horror os tempos de escola em que eram obrigados a consumi-la.